# My Little Pony: The Movie (film, 2017)
My Little Pony: The Movie är en amerikansk animerad långfilm från 2017 som producerades av Allspark Pictures och släpptes av Lions Gate Entertainment. Filmen är baserad på serien My Little Pony: Vänskap är magisk.
Filmen hade biopremiär i Sverige den 20 oktober 2017, utgiven av Nordisk Film.

## Handling
Ponnyerna i det magiska landet Equestria håller på att förbereda sig för en vänskapsfestival arrangerad av den bevingade enhörningen och vänskapsprinsessan Twilight Sparkle. Men helt plötsligt attackeras Equestria av den onde Stormkungens armé som leds av Tempest Shadow, en enhörning som har ett avbrutet horn. Equestrias prinsessor Celestia, Luna och Cadance tillfångatas och Twilight blir tvungen att fly tillsammans med sina bästa vänner, Applejack, Rainbow Dash, Pinkie Pie, Fluttershy, Rarity och drakungen Spike. Gruppen måste lämna Equestria för att hitta en drottning som kan hjälpa dem att rädda sitt hem. På vägen träffar de en hel del nya vänner.

## Rollista
| Figur                       | Engelsk röst                            | Svensk röst      |
| --------------------------- | --------------------------------------- | ---------------- |
| Prinsessan Twilight Sparkle | Tara Strong Rebecca Shoichet (sång)     | Lina Hedlund     |
| Applejack                   | Ashleigh Ball                           | Emma Lewin       |
| Rainbow Dash                | Ashleigh Ball                           | Jill Wrethagen   |
| Pinkie Pie                  | Andrea Libman Shannon Chan-Kent (sång)  | Amanda Renberg   |
| Fluttershy                  | Andrea Libman                           | Lizette Pålsson  |
| Rarity                      | Tabitha St. Germain Kazumi Evans (sång) | My Bodell        |
| Spike                       | Cathy Weseluck                          | Anneli Heed      |
| Tempest Shadow              | Emily Blunt                             | Ayla Kabaca      |
| Grubber                     | Michael Peña                            | Oscar Harryson   |
| Stormkungen                 | Liev Schreiber                          | Adam Fietz       |
| Capper                      | Taye Diggs                              | Jakob Stadell    |
| Kapten Celaeno              | Zoë Saldaña                             | Anna Isbäck      |
| Prinsessan Skystar          | Kristin Chenoweth                       | Anna Isbäck      |
| Drottning Novo              | Uzo Aduba                               | Annelie Bhagavan |
| Songbird Serenade           | Sia                                     |                  |
| Prinsessan Celestia         | Nicole Oliver                           |                  |
| Prinsessan Luna             | Tabitha St. Germain                     |                  |
| Prinsessan Cadance          | Britt McKillip                          |                  |

- Övriga röster – Annica Smedius, Annika Herlitz, Anton Olofson Raeder, Jan Simonsson, Jennie Jahns, Joakim Jennefors, Josefina Hylén, Lucas Krüger, Maja Strömstedt, Nicklas Berglund

- Dubbningsregissör och Inspelningstekniker – Ingemar Åberg
- Mixtekniker – John Strandskov
- Produktionsledare – Niclas Ekstedt
- Svensk version producerad av BTI Studios[3]